# Какпатаський сільський округ
Какпата́ський сільський округ (каз. Қақпақтас ауылдық округі, рос. Какпатасский сельский округ) — адміністративна одиниця у складі Кордайського району Жамбильської області Казахстану. Адміністративний центр — село Какпатас.
Населення — 3620 осіб (2021; 2693 у 2009, 2567 у 1999, 2903 у 1989).
Станом на 1989 рік існували Рисоробська сільська рада (села Рисороб, Сарибулак) та Сарибулацька сільська рада (села Курдай, Согінди), з 1993 року — Беріктаський сільський округ (села Беріктас, Соганди), Какпатаська сільська адміністрація (село Какпатас) та Сарибулацький сільський округ (село Сарибулак). 1997 року до складу Беткайнарського сільського округу включено Беріктаський сільський округ та Какпатаську сільську адміністрацію. До 1999 року село Какпатас було передано до складу Сарибулацького сільського округу. 2001 року було утворено Какпатаський сільський округ зі складу села Беріктас Беткайнарського сільського округу та села Какпатас Сарибулацького сільського округу.

## Склад
До складу округу входять такі населені пункти:
| Населений пункт | Старі назви | Населення, осіб (1989) | Населення, осіб (1999) | Населення, осіб (2009) | Населення, осіб (2021) |
| --------------- | ----------- | ---------------------- | ---------------------- | ---------------------- | ---------------------- |
| Беріктас, село  | Курдай      | 1627                   | 1277                   | 1208                   | 1515                   |
| Какпатас, село  | Рисороб     | 1276                   | 1290                   | 1485                   | 2105                   |